# 支那
支那（しな）とは、中国またはその一部の地域に対して用いられる地理的呼称、あるいは王朝・政権の名を超えた通史的な呼称の一つである。

## 概要
日本では「支那」という言葉は江戸時代中期から広まり、中国を指す一般的な語として使用されてきた。元々この言葉自体に蔑視の意味はなかったものの、第二次世界大戦後には「日中戦争時に蔑称的に使用された」という理由から差別的意味合いがあると主張され、使用が避けられる傾向にある。

## 言葉の由来

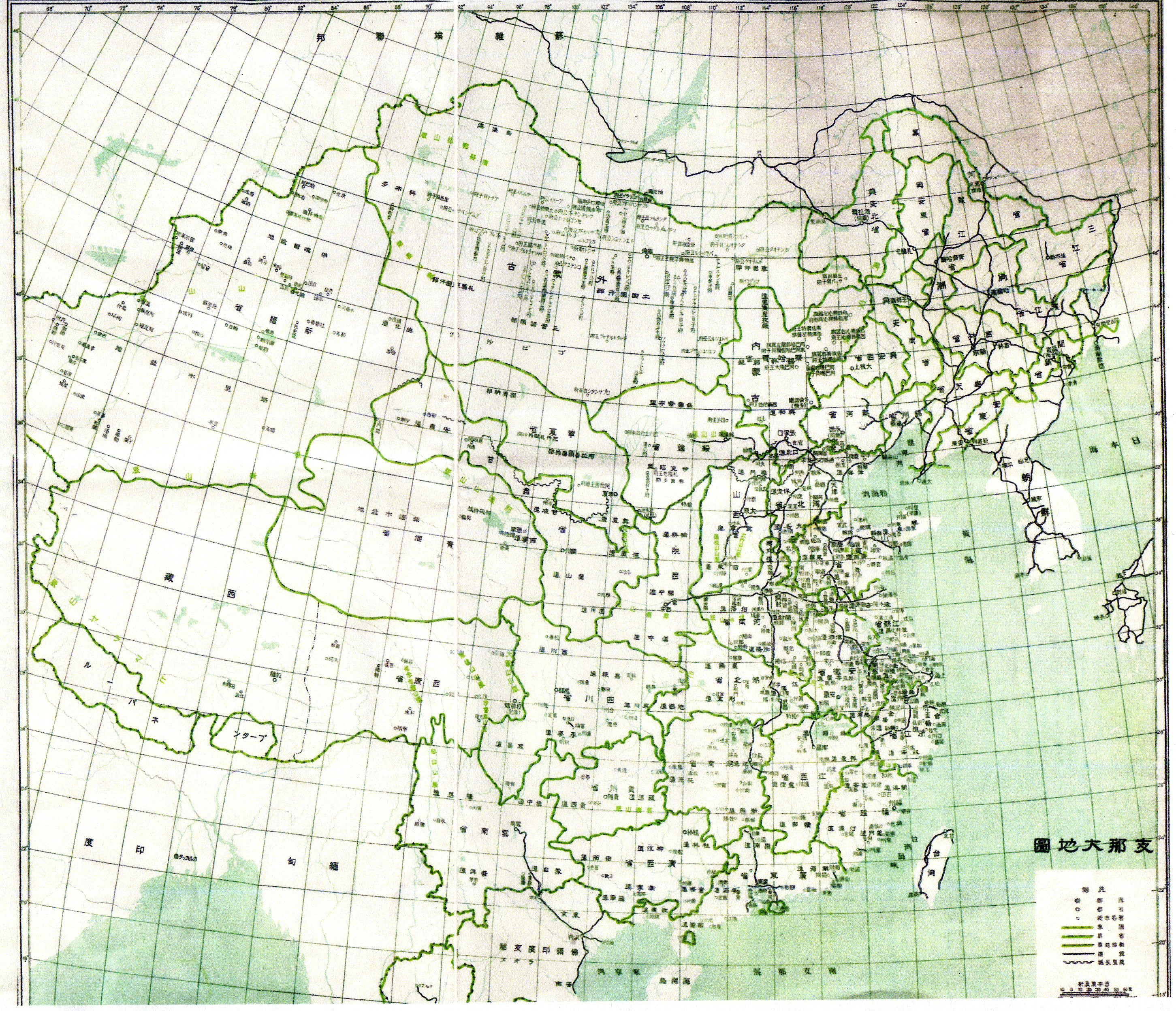
1938年（昭和13年）に日本で発売された「支那大地図」。この地図によれば、中華民国と満洲国だけでなく、モンゴル人民共和国を「外蒙古」としてその範疇に加え、後にソビエト連邦へ併合されたトゥヴァ人民共和国も入れている。また、いわゆる漢民族の居住地でない東トルキスタン（ウイグル）とチベット（地図では「西蔵」）も入っており、広範囲の地域名でもあった。

支那という言葉の語源は諸説あるが、明朝時代末期にこの地域にいたイタリア人イエズス会宣教師衛匡国（マルティノ・マルティニ）による著作 "Nuvus Atlas Sinensis" では、中原初の統一王朝秦（拼音: Qín, 梵語: Thin・Chin, ギリシャ語・ラテン語: Sinae）に由来するとされる。衛匡国によれば、この秦の呼称が周辺諸国に伝わったが、現在のインドで転訛してシナになったとしている。
2世紀前後には、インドで中国を指して「チーナ・スターナ "China staana"」と呼んでいた。この表記について徐作生は、1995年に雲南省西部の都市「支那城」に由来するという説を発表している。インド側からポルトガルでは大航海時代から現代まで一貫して China と呼ぶ。ギリシャ、ラテン圏では国名、地域名は女性形になることが多く、秦の国名はシーナとなる。
インドから仏教が隋に伝来した当時、経典の中にある梵語「チーナ・スターナ "China staana"」を当時の訳経僧が「支那」と漢字で音写したことによって彼の地に伝来した。この時の当て字として、「支那」のほか、「震旦」「真丹」「振丹」「至那」「脂那」「支英」等がある。この「シナ」の発音が西洋に伝わり、英語の "China" フランス語の "Chine" などの語源ともなったといわれている。

## 歴史

### 中国での使用
仏典に中国を指す国名として「チーナ」が登場している。仏教伝来後、中国は仏典を漢訳した際、「チーナ」に「支那」（その他にも「脂那」や「至那」）を当てた。また、インドの言語で「秦国」をあらわした「チーナスターナ」という言葉は、「震旦」、「真丹」などに漢字化された。仏典の漢訳には中国人僧だけでなく、シルクロード諸国やインド出身の僧も多数、参加していたため、「支那」の考案者が中国人とは限らない。
7世紀の玄奘の時代には仏教関係の書物で中国を賞賛する意味合いで使われていたと考えられるが、18世紀頃にはすでに中国で「支那」という表現が一般に使われることはなくなっていた。

### 日本における使用の歴史

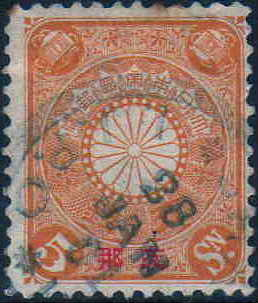
1900年（明治33年）に中国大陸に設置された日本の郵便局で使用するために発行された、菊花紋章のある5銭普通切手（切手下側に赤文字で右から左に横書きで支那と印刷。支那の「支」の上からNの印が押されている）

日本において、「支那」の言葉が入ったのは、隋と同様に漢訳仏典を通じてであった。平安時代の高僧空海の詩文集「性霊集」に「支那」が用いられた例が確認できる。京都東福寺蔵の重要文化財にも「支那禅刹図式」(南宋作)がある。鎌倉時代には虎関師錬の元亨釈書・王臣伝論に「彼の支那は葱嶺の東」と見える。室町時代の僧万里集九の「山谷先生を祭る文」にも見える。江戸時代初期の卍元師蛮『本朝高僧伝』巻一「釈福亮伝」には「支那に入って嘉祥師に謁し」とある。更に江戸時代初期には世界の中にこの地域を位置づける場合に「支那」の呼称が用いられた例を見ることが出来る。江戸初期『西洋紀聞』はキリスト教が禁止されていた日本に布教目的で潜入して捕らえられたイタリア人ジョヴァンニ・バッティスタ・シドッチに対して新井白石が行った尋問の記録であるが、シドッチの日本上陸（1708年（宝永5年））および翌年の尋問を1725年（享保10年）頃までに完成させたものであり、その中ではアジア、アメリカ、ヨーロッパなどと並べて「支那」の記述が発見できる。江戸中期の富永仲基『出定後語』や、江戸中期の僧大玄の『淨土頌義鈔探玄鈔』や、僧覚深『摩多羅私考』や、佐藤信淵が1823年（文政6年）に著した『混同秘策』でも「支那」が用いられている。
江戸後期には「支那」と同じく梵語から取った「China」などの訳語としても定着した。幕末の洋学者佐藤元萇は六大陸と対比して支那を論じる。幕末の英語辞書『増訂華英通語』の万延元年の福澤諭吉凡例では英語と中国語との対比で「支那」が使われている。特に明治期以降、歴代の王朝名（例：漢、唐、清）とは別に、地域的呼称、通時代・王朝的汎称としての、この地域の名称を定めることが必要であるという考え方が一般的となり、従来「漢」「唐」などで称していたものを「支那」と言い換えることが行われた（例：「漢文学」→「支那文学」）。日本では、伝統的に黄河流域の国家に対し「唐、漢、唐土」の文字を用いて「とう、から、もろこし」等と読んできた。江戸時代以前に大陸を「中国」と呼んだ事例は見られない（幕末、「満洲夷」が自分自身を「中国」と呼んでいると紹介されることはあった）。
明治政府が清と国交を結んでからは、国号を「清国」、その国民を「清国人」と呼称した。学術分野では、伝統的には「漢」の文字を用いて「漢学」「漢文」等の呼称が用いられてきたが、明治中葉より、漢人の国家やその文化に対して「支那」が用いられるようになった。ただし、「漢人」「漢民族」の定義は不確定であり、学術的に確定しているわけではなかった。
大日本帝国（日本）は1876年（明治9年）以降、清に大日本帝国の郵便網を整備し郵便局（在中国郵便局）を設置した。これは欧米列強と同様に、清で近代的郵便制度が未整備であった為であるが、19世紀末に清国政府による大清郵政が創業してからも存続していた。当初は大日本帝国と同様に日本切手を現地通貨で販売していたが、価値の低い清国通貨で購入した切手を日本列島に送る投機が行われるようになった。そのため1900年（明治33年）以降は大日本帝国で使えなくするため加刷切手に切り替えた。この時の加刷切手に地域名として「支那」を用いている。これは欧米列強が中国で発行した切手が、国号の"Ch'ing"ではなく"China"（英米）を用いたのと同様であった。この切手もまた、大日本帝国では支那は国家名ではなく、地域名として用いられていたことを表している。
当初「支那」は同様に歴然として辱めた意がなかった。中華民国成立以前の大日本帝国公文書においても、いくつか支那の使用例は存在する。しかし佐藤三郎は、この時期の中国人がアヘン戦争の敗北や改革の遅れなどにより「惰弱・因循姑息・驕慢不遜・無能・不潔」といった印象を持たれており、同時期に普及した「支那」の語がそれに結びつけられるようになったと指摘し、実藤恵秀も日清戦争後には、日本人の「支那」という言葉には軽蔑が交じっていたと指摘している。

### 近世から20世紀初期までの中国における使用例
19世紀末まで、中国大陸は清朝（満洲族）の統治下にあり、明治の日本以来は中国を清国と称し、その国民を清国人と呼んだ。清朝末期に共和主義運動が広まるにつれ、中国人共和主義者たちの間で、清国、清国人という呼称は「満清の臣下」を意味するという理解の人たちから、清朝を共和制にかわる、未来建てる共和国の呼称についての模索が開始された。また中国では、世界の中に中国を客観的に位置づける場合に「支那」の呼称が主に仏教文献で広く使われてきた。
清の末期（19世紀末 - 1911年）の中で、漢人共和主義革命家たちが、自分たちの樹立する共和国の国号や、自分たちの国家に対する王朝や政権の変遷を超えた通時的な呼称を模索した際に、自称の一つとして用いられた一時期がある。
王朝や政権の変遷を超えた、国号としても使用可能な固有名詞の呼称のひとつとして古来の「支那」という呼称を選び取り、満洲族による清朝支配体制からの脱却を目指す革命家などの手で一時期広く使用された。
中華民国建国の父とされる孫文は1902年（明治35年）に発行された宮崎滔天の『三十三年之夢』に寄せた言葉の中で「支那」の語を使用し、1910年（明治43年）に「支那暗殺團」を設立し、また中華民国成立後の1914年に、孫が首相の大隈重信に宛てた書簡の中では、支那29回、支那革命1回、支那国民2回、支那人1回、合計34回の「支那」表記を使用している。また孫文の協力者であった日本人の梅屋庄吉が辛亥革命成功後に「支那共和国公認期成同盟会」を結成している。この時の額は広州にある孫中山記念館で保存されている。1902年には、日本に亡命していた中国人共和主義者たちが、上野精養軒で「支那亡国二百四十二年記念会」を企画した。
日本の東京に留学していた宋教仁も機関誌の題目を『二十世紀之支那』としていた。1911年の新国家の国号候補にもあがっている（最終的には「中華民国」が採用された）。

### 中華民国成立後
梁啓超は1901年（明治34年）に『中国史叙論』において「吾人がもっとも慙愧にたえないのは、我国には国名がないことである」とし、唐や漢は王朝名、支那は外国人の使用する呼称、中国・中華は自尊自大の気味があるとしながら「やはり吾人の口頭の習慣に従って『中国史』と呼ぶことは撰びたい」と述べている。
近代主権国家への性向をもつ政治運動で結集核となったのは、清朝というよりも「中国」であって、この時期に次第に国名として定着しつつあった。辛亥革命を経て成立した中華民国の国号について、日本政府は正式な国名を使用せず伊集院彦吉駐清公使の進言による「支那」を採用した。

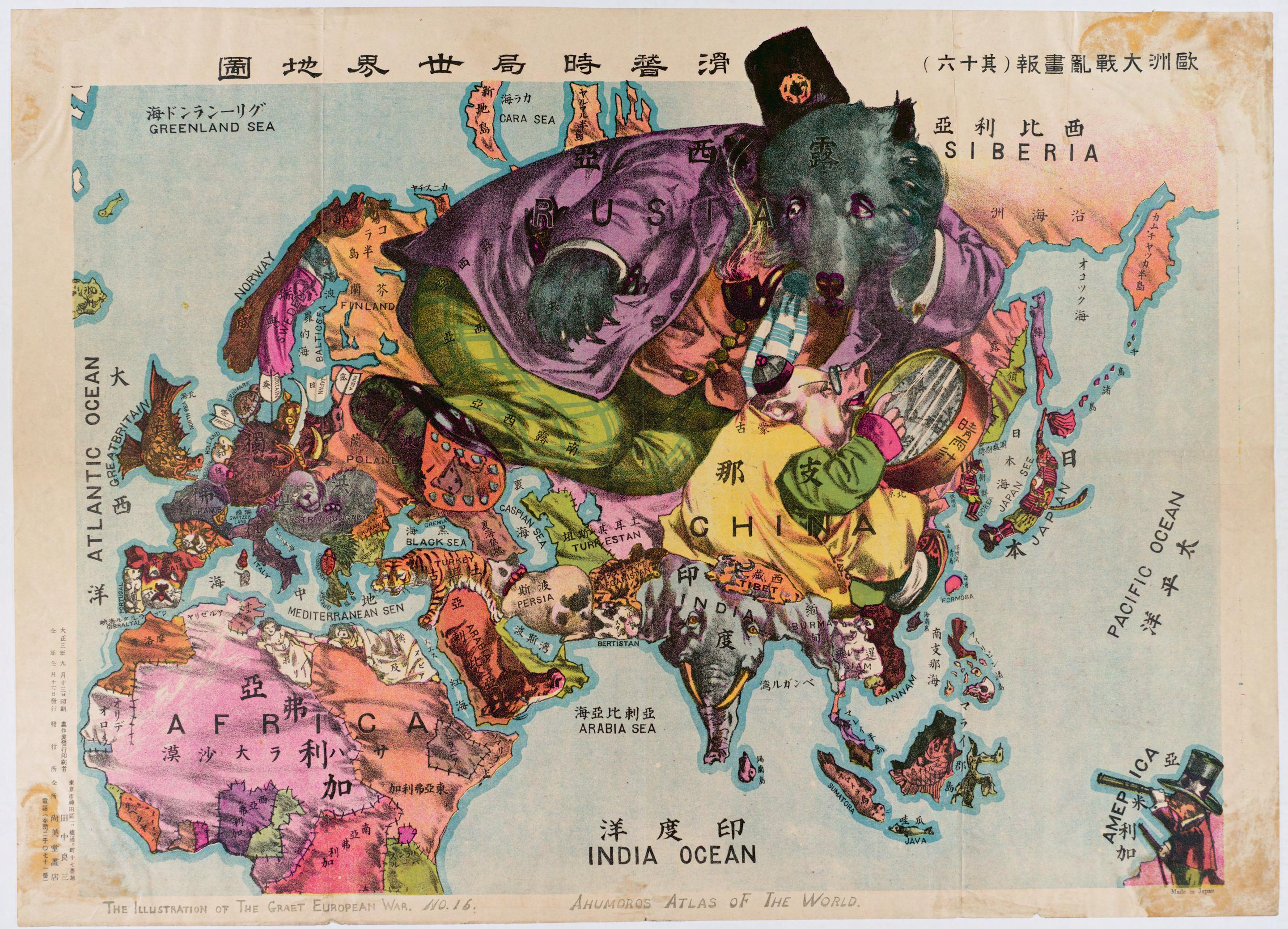
1914年に日本で印刷された「滑稽時局世界地図」では、漢字と英語で露西亜、日本、朝鮮、台湾、支那、西蔵、土耳其斯坦などを明示した。

于紅によれば、これは近代日本の対中大陸政策を表徴するものであり、日中関係の不対等化を意味していたとする。日本政府は中国政府と締結する条約の文面など、正式呼称を用いることが不可欠な場合を除き、この共和国に対する呼称を「支那共和国」と称することを定めた。
以上の結果、日本における「支那」という呼称は、以下の2つの概念に対する呼称として使用されることになった。馬廷亮駐日代理公使からは「中華民国」を使うようにという抗議があったが、牧野伸顕外相はすでに官報に告示済であり、訂正しがたいと回答している。ただし、両国間で往復する公文書に際しては、日本文では「支那共和国」、漢文では「中華民国」が用いられることとされた。
中国国民党による北伐が完了し、国権回復運動が盛んになると、日本が用いる「支那共和国」という呼称に対する反発は再び強まった。1930年（昭和5年）5月27日、中華民国は外交部に対し、「支那」と表記された公文書を受け取らないように訓令を発した。中華民国中央政治会議による決議を受けて、中華民国外交部が、英語による国号表記を“Republic of China (ROC)”とする一方で、中文表記を「大中華民国」であるとし、日本政府に対し「支那の呼称を使わないよう」に申し入れてきた。
その理由として「支那という言葉の意味は大変不明確で、現在の中国とはなんら関係ない」というものであった。そのため、10月31日「支那国号ノ呼称ニ関スル件」という閣議決定で、「これまでは外交文書で「中華民国」と書く必要のあるものを除いて通常文書では「清国」のことを「支那」と記載してきたが、当初から中華民国側は支那という呼称を好ましくないとしていたし、特に最近は中華民国の官僚や民衆が不満を表明することが多くなっているので、その理由の如何はさておいて、中華民国政府からの正式な申し入れはないけれども、今後は「支那国」ではなく「中華民国」と書くことにする。」と決定した。
この決定は「中華」が、かつての中華思想に基づくものであると見て、日本の知識人などには強い反発を持つ者も少なくなく、幣原喜重郎外相の「軟弱外交の証拠」であるとして、批判の対象となった。

### 事変から戦後の状況

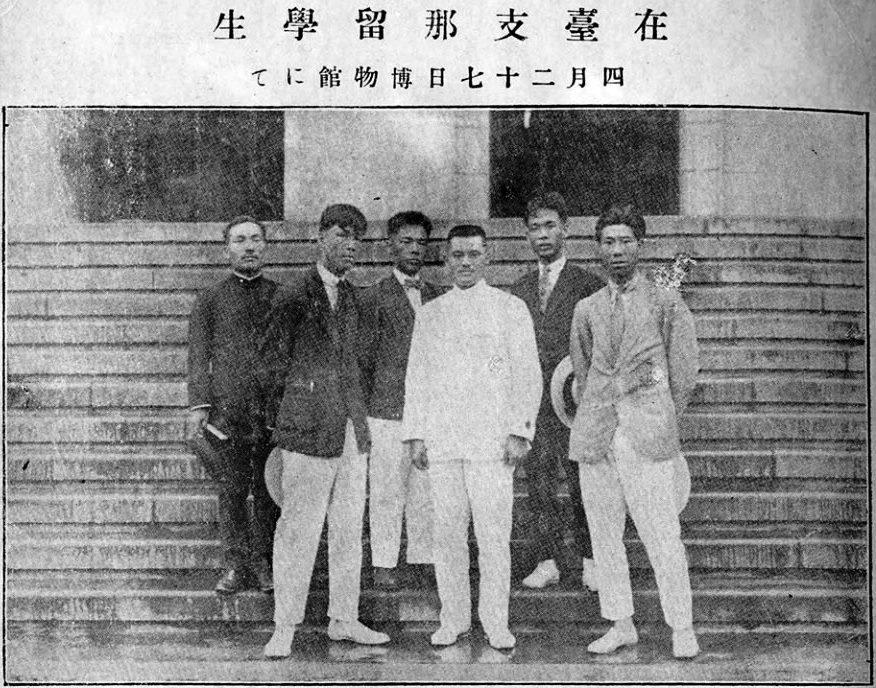
1921年の卒業写真には、台湾に留学する中国本土学生を「支那留学生」と呼んだ。

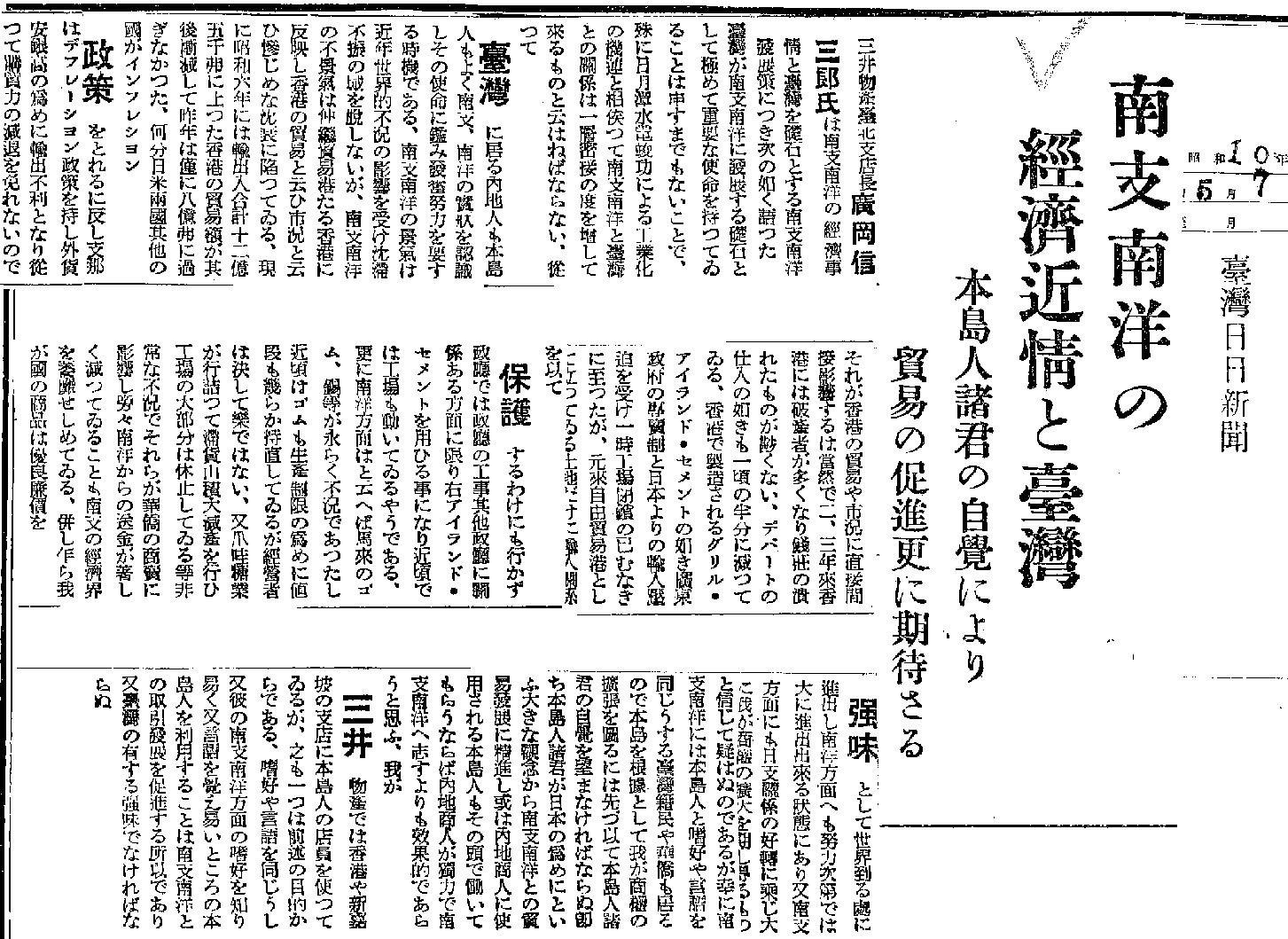
1935年「台湾日日新聞」に記載した台湾と南支那と南洋との貿易

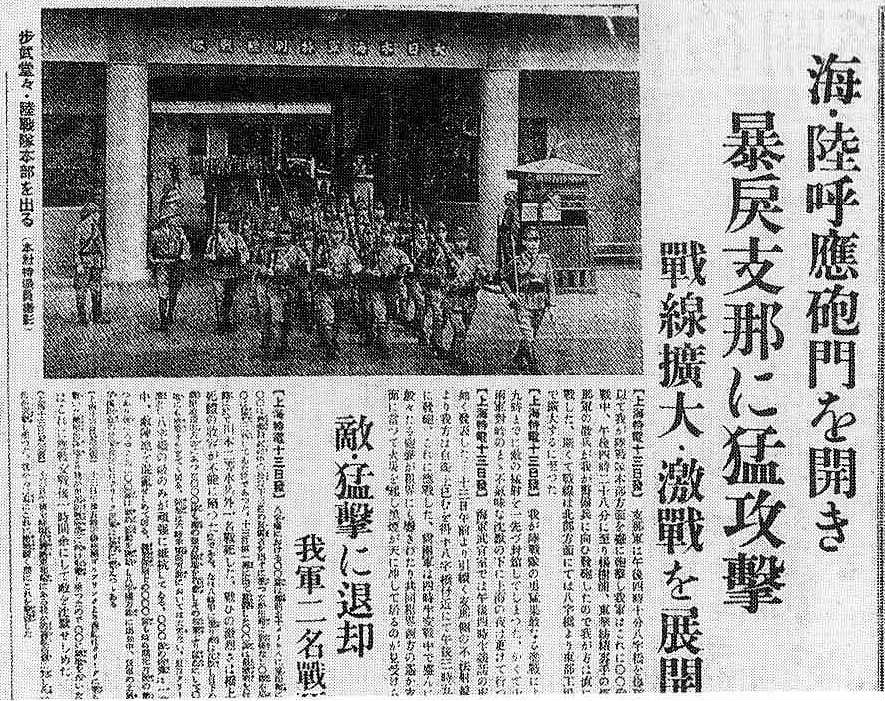
第二次上海事変勃発を報じた東京朝日新聞の紙面（1937年8月14日）。中華民国国府軍を「暴戻支那」と表現している。

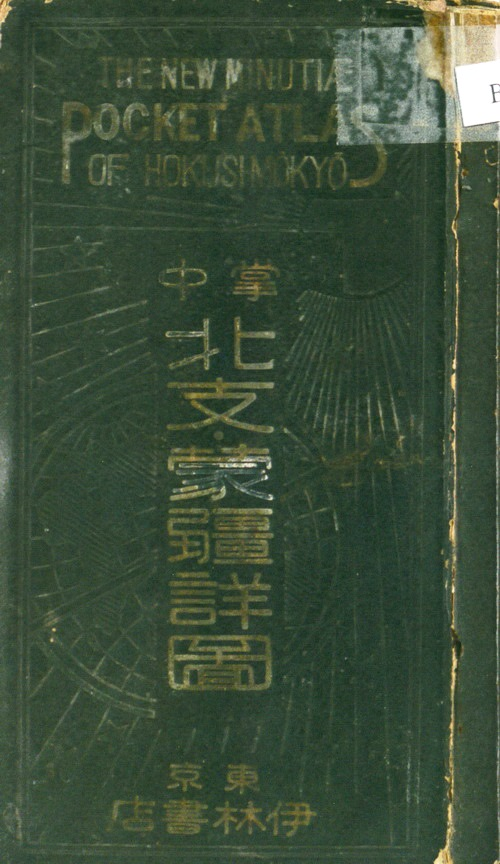
『掌中北支・蒙疆詳図』、1939年東京依林書店出版

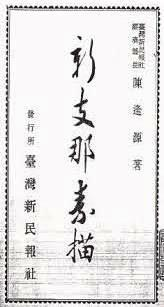
1939年台湾新民報社によって出版された「新支那素描」

1937年（昭和12年）7月の盧溝橋事件を端緒とする日中戦争について、大日本帝国政府は「今回の事変を支那事変と呼称する」と決定した。ここで戦争とせず事変としたのは宣戦布告によって戦時国際法に拘束されることを日華両国が望まなかったためである（宣戦布告した場合、中立国から武器を輸入することが出来なくなるなどの問題が起きるため）。
当時の日本では「唐土」「支那」ないし「支那人」の呼称が一般的であったが、支那という言葉は、日清戦争以降、日支親善などと両国の頭文字を使って用いることもあった。中国政府や中国人を非難するときもたびたびセットで使われた。このような表現としては「暴戻支那」や「暴支膺懲」があった。戦時中の中国人に対する蔑称としては「チナ」「ポコペン」「チャンコロ」などがあった。その原因は「支那」が当時、一般的な呼称であったためである。
中華民国が連合国の一員として第二次世界大戦の戦勝国になると、蔣介石は日本に対し、「今後は我が国を中華民国と呼び、略称は中国とするよう」主張した。1946年（昭和21年）6月13日公表（6月6日通達）の「支那の呼称を避けることに関する件」という外務次官通達が行われ、「中華民国の呼称に関する件」という外務省総務局長通達を公告した。
これ以後、外務次官の通達により、放送・出版物においては、中国のことを支那と呼称することを自粛することになった。その理由として、中華民国の代表者から公式・非公式に「支那」の字の使用をやめてほしいとの要求があったので、今後は理屈抜きにして、先方の嫌がる文字を使わないようにしたいとしている。
日本人が「支那」と呼んでいた事について、蔣介石は、対日戦の最中の対日言論集の中で「彼ら（日本人）は中国を支那と呼んでいる。この支那とはどういう意味であろうか。これは死にかかった人間の意である」と述べており、中華民国指導者層には「支那」には侮蔑の意があると解釈する者もいた。
そのため、「中国」の表記が一般に使用されるようになり、日本語読みで「ちゅうごく」と呼ぶようになった。
当時大学にあった「支那哲学」といった教科名の変更が文部省から求められたほか、郵政省も国際郵便で旧「満洲国」地域は「中華民国東北」、「支那」「北支」「中支」「南支」と呼んでいた地域に「中華民国」と書いていなければ、郵便局では引き受けないと発表している。
また、当時の吉田茂首相が国会答弁で「支那」と呼称した事に対し、野党から批判を受けた事をめぐり、中国文学者として著名であった青木正児が「悪い名称ではなかったから、吉田茂首相が使うのは問題にしないでほしい」という事を、朝日新聞に寄稿したところ、当時経済貿易新聞社主幹であった劉勝光は「日清戦争以後の教育方針が侮中国的であり「支那」という文字を見ると日本の軍閥・帝国主義を想起する」として、中国にはない単語であり、日本人による著作以外には存在しないなどと批判した。
この点につき、加藤徹は「日本国政府が『支那共和国』という独自の呼称にこだわったのは（中略）1930年までだった。以後は、公文書のなかで『中華民国』という国名を使うようになった。既に第二次大戦中に、日本政府は、南京の中華民国政府（汪兆銘政権）の要請を受け、今後、段階的に『支那』という呼称をやめてゆくことを約束した。もし仮に、日本が第二次世界大戦で戦勝国となっても、『支那』は廃語となったろう」とする。

### 現代の日本の状況
戦後、「日支事変」ないし「支那」といった表現が使われる場合も少なくなかったが、21世紀現在の日本において、「支那」「支那人」が使用される頻度は少なくなり、一般的には「中国」「中国人」に取って代わられている。
戦後の一時期は、略称で「中」とする場合は、中国本土を支配する中華人民共和国を意味するが、「華」とする場合は、台湾に逃れた中華民国政府を意味する。そのため、日本政府が中国大陸を代表する中国政府として、中華人民共和国ではなく中華民国を国家承認していた時期に、日本では二国間に対し前者を「日中」、後者を「日華」と表記していた。
なお中華人民共和国との国交がなかった時期には、日本では未承認国家ということで「中共」（中国共産党の意）といった略称が普通に使われていた。また中華民国政府のことを「中国国府政府」（中国国民党政権の意）といった表現もあったが、いずれにしても「支那」が使われることはなくなった。
Microsoft Windowsに使用されているMicrosoft IMEや、ATOKなどの日本語入力システムでは、出荷時に「支那」という単語が辞書登録されておらず、初期状態では「しな」を「支那」に漢字変換できない。また読売新聞社が刊行した読売新聞紙面データを収めた「明治・大正・昭和の読売新聞」でデータベース検索する場合、原典の記事で、「支那」「支那人」「北支」と表現している場合、固有名詞で「支那派遣軍」とある場合を除き、「中国」「中国人」「華北」と表示される。
主に右派で使われることが多く、例えば2008年のチベット騒乱を受けて発刊された西村幸祐編の『チベット大虐殺の真実—FREE TIBET！チベットを救え!』（オークラ出版）がある。この書籍では中国共産党政権によるチベット弾圧に批判的な論者による批判が掲載されているが、多くの論者が「シナ」を用いている。
また、北朝鮮に対する日本政府の対応を批判する建国義勇軍が、新聞社や親中派の野中広務に弾丸と一緒に送りつけた犯行声明文では「支那、朝鮮の国益を守り、善良なる日本国民の嫌悪感、怒りを高めた」などと書いていた。そのため、これらの「シナ」を使う一部の論者は、中国共産党政権批判とセットとなっていることから、「中国」の呼称を用いたくないから使う傾向があるともいえる。
インターネット上では、中国に反感を持つ層が「シナ」を使う例が多い。フリーライターで「プロ2ちゃんねらー」を自称する中宮崇が、ヤフーチャットで他人を蔑むために使う常套句のひとつに「支那土人」があるが、中宮は「支那土人政府は、日本のインターネットにも大量の支那土人工作員を派遣して、プロパガンダ活動を行なっている」などと主張しており「支那」を用いている。一方で田中克彦は、保守主義者の使う国家としての中国を国名を使わず「シナ」というのは、誤用であると指摘している。
サーチナの鈴木秀明は、中国に批判的な日本人が「支那」や「支那人」を使う背景には、侮蔑というよりは（中国および中国人の言行に対する）反発またはいやがらせの面が強いとの見方を示した。

### 中国における反応
1913年、日本が「支那共和国」の表記を採用したことについて中華民国外交部は、馬廷亮駐日代理公使を通じ「中華民国」を用いるよう日本側に強く求めた。宜昌郵便局が日本からの郵便物の帯紙にある「支那」の文字を抹消し、抗議文を書いた事例や、日本に来た中国人留学生の手記をまとめた『東遊揮汗録』で批判された事例がある。一方で義和団の乱の前後に新聞記者として来日していたこともある狄葆賢は「支那という名称は恥じるに足らず、中華民国などの国号を用いるよりは広義ですぐれている」と主張していた。それによると仏典で支那の意味は「思慮深い」というものであり、交易国家としての賛美の意であったというものであった。
1920年代、国権回復運動期の楊煕績中華民国文書局長は「支那という呼称は、中華民国を清国以下であると形容したもの」「我が国が公文書に倭奴国（中国で用いられる日本人の蔑称）と書いたら、日本側は受け取りはしないだろう」と、「無礼な字句」であると非難している。胡漢民立法院長もまた、中国はすでに「支那」ではないと非難を行った。同時期の新聞においても日本側の対応を批判する記事が掲載されている。
1936年、千葉県市川に居を構えて長期滞日中だった郭沫若は雑誌に「日本人の中国人に対する態度について」という次のような一文を発表している。
郭沫若は日本人の口から「支那」という言葉を聞きたくなかった、と記している。
また戦後においても支那を使用する石原慎太郎に対して、朱建栄は「日本が中国を侵略した時に差別の言葉として使ったのは間違いない。外交上の配慮が少しでもあれば、当の中国が嫌がっている言葉で呼ぶことは考えられない」と批判した。
中国のメディアでは、日清戦争に日本が勝利した際に、熱狂した日本の民衆が「日本勝った、支那負けた」と叫んだとし、結果として「支那」が蔑称に変化したという主張がなされるが、サーチナの鈴木秀明は、（戦争の是非は別にして）戦勝国となった当時の日本国民が喜ぶのは正常な現象で、「支那負けた」で「支那」蔑称になったわけではないと述べた。また、「支那は蔑称である」との主張が主に中国人からなされていることについては、蔑称の定義には該当せず、蔑称として使用されたこともないとしながらも、当時の日本国民の多くが中国および中国人に対する蔑視感情を持つようになっていったはずだとの見方を示した。
中国では21世紀に入っても「支那（シナ）」表現への反発があり、2008年には重慶市の飲食店が、店名の「支那火鍋」をインターネット上で批判され、廃業に追い込まれている。

### 台湾・香港において
近年では台湾や香港において、香港本土運動を支持する若年層を中心に中国大陸・中国大陸住民に対する差別語として使用されている。使われる場所は主にPTTやLIHKG討論区などインターネット掲示板が中心であるが、香港の本土派政党青年新政が立法会の議場で「支那」と発言したり、2019年以降の抗議デモで中連弁の外壁に「支連弁」「fk支那」と落書きをされるなど、共産中国からの分離などを主張するための政治的示威行為として使用されることもある。
ただし台湾においては、支那の単語はもともと中立的であってChinaの中国語音訳に過ぎないため、名誉毀損には該当しないという判決が出たこともあり、必ずしも差別語としてのみ認知されているわけではない。

## 文化・学術的な使用

### 文化的な使用

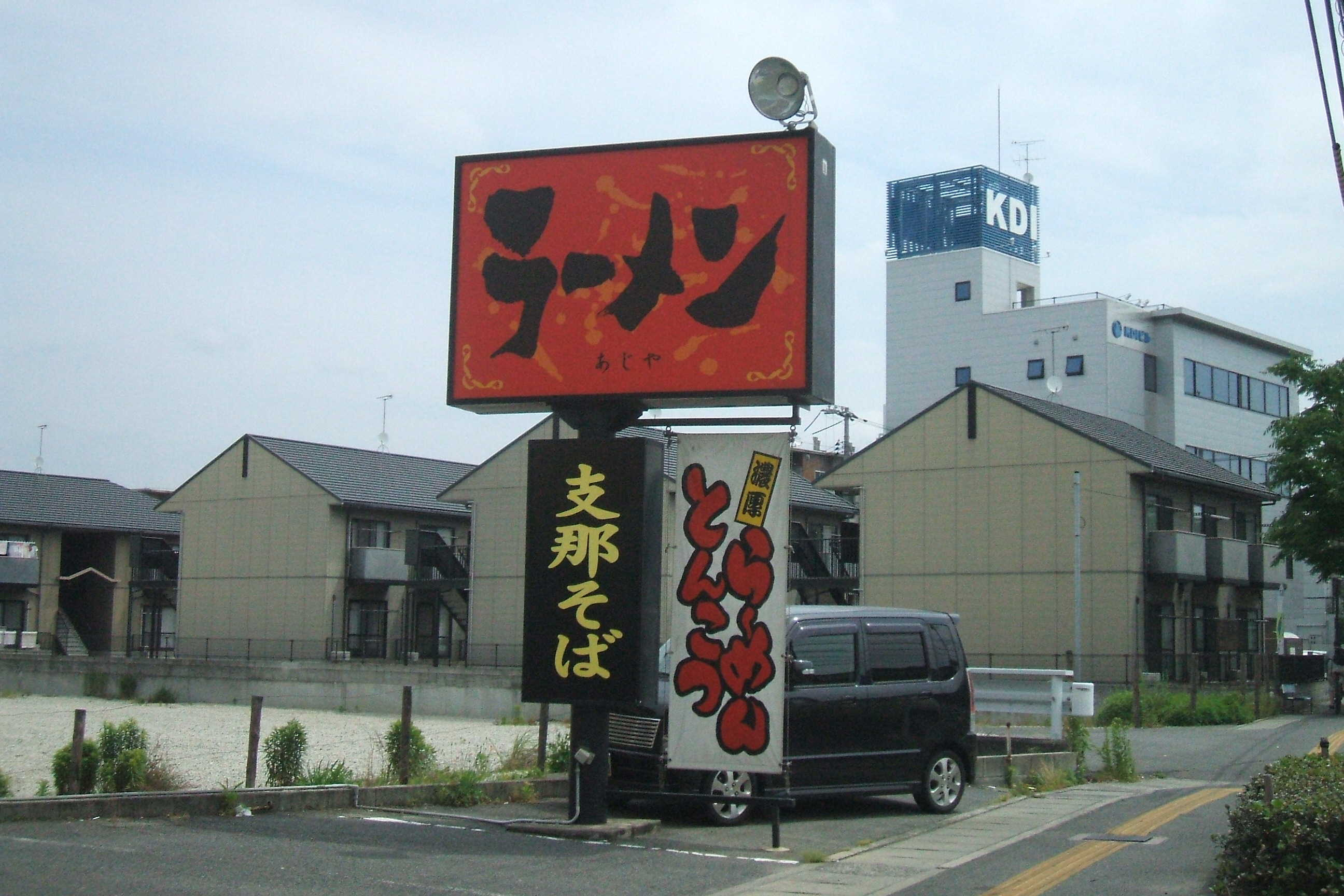
ラーメン店の看板に掲げられた「支那そば」（岡山市北区）

中国からの輸入品の中にも「支那」を記した物がある。かつては支那刀や支那綿、支那大根、支那鞄、支那街、支那語、支那うどん、支那服、支那料理など多くの呼称に用いられたが、現在でも通用する呼称は支那竹（メンマ）や支那そば（ラーメン）など極めて限られている。なおラーメンは、拉麺をベースに日本で発展した料理である（日本におけるラーメンの歴史参照）。

### 学術的な使用
学術的に漢字表記ではない片仮名「シナ」が現代でも用いられる場合がある。言語学では「シナ・チベット語族」の学術用語が、標準表記として使われている。また、地理においても「東シナ海」（英語 East China Sea）・「南シナ海」（英語 South China Sea）・「インドシナ半島」（英語 Indochina）が使われている。
生物・植物学の分野でも、戦前に命名されたシナイタチアナグマ、シナグリ、シナレンギョウなど「シナ-」を用いた和名は用いられており、学名についても同様である。ただし、チュウゴクモクズガニのようにかつての「シナ-」という名前が「チュウゴク-」に変わった例もある。
東京大学や京都大学に設けられた支那史専攻は、この地域国家の歴史を研究対象とする専攻である。

## 「支那」は差別用語であるか
堀田貢得の『実例・差別表現 あらゆる情報発信者のためのケーススタディ』によれば、出版界では「支那」は戦中に多くの日本人が侮辱の感情を込めて使ったため、現在は使わないと主張されている。よって「支那服」は「中国服」、「支那そば」は「中華そば」「ラーメン」、「支那料理」は「中華料理」「中国料理」、「支那事変」「日支事変」「日華事変」は「日中戦争」と表記するべきと主張されている。また「東シナ海」「南シナ海」については「東中国海」「南中国海」との表記が一般的になるのを待って採用すると主張されている。
田中克彦は、オットー・メンヒェン＝ヘルフェン『トゥバ紀行』の日本語翻訳版を出版しているが、この中で敢えて「シナ」を用いている。田中によれば「国家と民族は厳密に区別すべき」として「言語は国家ではなく民族と結びつくものであり、中国といえば多民族国家としての略称であって、国民を表す中国人とシナは別々に使うべきである」と主張している。
木村光彦は、福澤諭吉の『学問のすゝめ』の支那表記は、現代日本語版では中国と言い換えられているが、福澤諭吉が『学問のすゝめ』を書いた当時は、中国という国家は存在しないため、支那と書くのは当然であり、中国と言い換えるのは「徳川家康が東京に幕府を開いた」と奇妙な事を言ってるに等しく、歴史上の用語を抹殺するかのような風潮には疑問を感じるとして、中華民国成立以後を CHINA と表記している。その上で「この言葉は支那と同根であるが、なぜか誰も文句を言わない。それどころか、かの国自身、英語表記として使用しているのが可笑しい」と述べている。そしてロシアでは CHINA を「キタイ」といい、かつての漢族の北狄・契丹に由来するが、中国共産党総書記習近平は気にならないのだろうかと述べている。
岡田英弘は、19世紀以前の隣の大陸（中国という国がないため、大陸という地理的概念で説明するしかない）を「中国と呼ぶのはおかしい」として、シナを使用する理由を以下のように述べている。
宮脇淳子は、支那という字に侮蔑的な意味はないと思うが、もし中国人がその表記に侮蔑的な意味を感じるなら表意的でないカタカナでシナと書けば問題ないだろう、として、シナ表記を支持した。
渡部昇一などの右派言論人を始め、酒井信彦も「シナ蔑称説は、意図的に作り上げられた神話・妄説に過ぎ」ず、むしろ「中国あるいは中華と言う表現こそ、シナ人の他民族に対する侵略行為を正当化する用語である」と主張している。
1992年（平成4年）に朝日新聞社から刊行された『地域からの世界史』シリーズの第6巻『内陸アジア』では、モンゴル史の専門家中見立夫が、上述の漢人国家と中国概念のズレについて考察したのち、
という文脈で「シナ」という語を使用している。
日本で中国を「シナ」と表現する政治家として、石原慎太郎が挙げられる。石原は、1999年（平成11年）3月10日の東京都知事選出馬表明の記者会見で「シナは、清が滅んで中国大陸が混乱した時、孫文がつくった言葉だ。孫文は台湾でも大陸でも国父として尊敬されている。なぜ日本人が使うと差別になるのか、さっぱりわからない」と、その理由を語っている。
加藤徹は「中国人が『支那』という日本語に違和感を感ずるのは、同じ漢字文化圏の国だからである。互いの自称を漢字で書けば、そのまま意味が通じるのに、日本人はわざわざ『支那共和国』という国名を作った。中国人はそこに、悪意と屈辱を感じたのだ。国どうしでも個人どうしでも、対等の関係なら、相手の自称を認めるのがマナーであろう」と指摘している。評論家の八幡和郎は、著書の中で「支那といっても抗議される由縁はないはずだが、あえて相手の嫌がる呼称を使うこともない。それが大人の対応だ」と述べている。
また英語の「チャイナ」など、多くの言語では「シナ」と同じ語源を持つ呼称が用いられていることを理由に、あえて「支那（シナ）」を使う人もいる。小谷野敦も自身の著書で、インドシナ（印度・支那）を含む東南アジアで中国に対してシナ系の呼称を用いることを挙げ、王朝時代を含む中国の歴史・文化に対して「シナ」と呼んでいる。
呉智英は「支那」禁止は理不尽な言いがかりであると主張している。
小林よしのりは、自身の著書で「シナ」を使っているが著書内で「『シナ』は差別語ではない『秦』を語源とする。『チャイナ』と同じ中国を歴史的に見る名称である」や「ここで統一された『シナ』には満州も、チベットも、ウイグルも、内モンゴルも、台湾も、含まれていない」（著書からの引用）としている。この為、中国に存在した王朝を「シナ王朝」と表現したりしている。また、小林と有本香の共著『はじめての支那論－中華思想の正体と日本の覚悟』（幻冬舎）の本の帯には、「ウザい隣国・中国は『支那』と呼ぶべし」などと書かれている。

## 学術的証拠
紀元前（西周時代）にはすでに「中国」の文字は史書に現れていたとされる。
- 書経の『梓材』に現れるもの

皇天既付中國民越厥疆土于先王（皇天既に中國民と厥疆の土地を先の王に付す）
- 詩経の『大雅』の「生民之什」の章の中の「民勞」に現れるもの

民亦勞止　汔可小康　惠此中國　以綏四方（この中国に恵あれ、四方安らかに）
無縱詭隨　以謹無良　式遏寇虐　憯不畏明
柔遠能邇　以定我王
1963年に出土した「何尊」は西周成王時代（紀元前11世紀）の青銅器で、銘文に「余其宅茲中国　自之乂民」と刻まれている。 遺物そのものにある「中国」の用例としては、現存最古とされる。
- 後漢書・西域伝・大秦国の節に

其人民皆長大平正　有類中國(其の人民皆長大平正で、中國に類する)
- 三国志・魏志倭人伝に

其使詣中國　皆自稱大夫(その使者が中国に訪問すると、みな自ら大夫と称す)
などのように、その後の歴代王朝の正史二十四史でも「中国」表記は一貫して見られ続け、かつ明確に国家・民族を表わす概念として扱われている。
古代中国において国号は王朝が交代する度に替わり、「中国」は近代になってから漢民族国家を指すために新たに造られた国名である、と言ったような日本の国粋主義者による上述の諸主張はこれらの史学的諸事柄には不明な理由でほとんど触れようとしない。

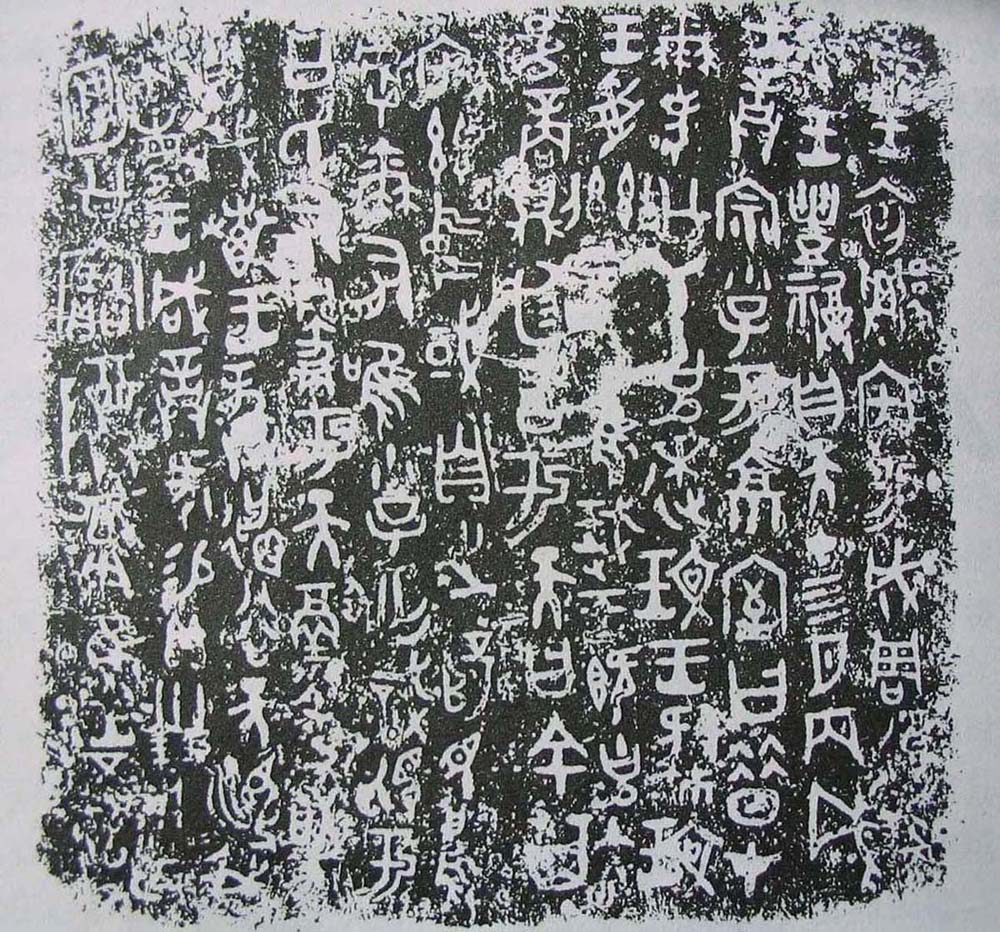
何尊に刻まれた銘文

“𠁩或”（中国）